# بيرق (خلخال)
بيرق هي قرية في مقاطعة خلخال، إيران. عدد سكان هذه القرية هو 332 في سنة 2006.